# Саша Гајић
Саша Гајић (Миљевићи, општина Градишка, 1. јул 1957) је српски професор, политички и културни активиста из Љубљане. 

## Биографија

### Образовање
Од младости живи у Љубљани. Студирао је у Љубљани и Загребу. Дипломирао је на Факултету политичких наука у Љубљани и стекао звање професора и стручњака из области заштите на раду и заштите од пожара.

### Предузетништво
Године 1990. основао је Институт Превент, д.о.о. Љубљана. Регистровао је први Центар за високе струковне студије на српском језику у Љубљани кроз уговорно извођење Високе техничке школе Зрењанин.

### Културно деловање
Иницијатор оснивања Удружења српских књижевника у Словенији, оснивач прве регистроване српске библиотеке Вук Караџић у Љубљани. Један од оснивача Савеза српске дијаспоре Словеније.
Организатор традиционалних културно-уметничких годишњих презентација: Весели дани српске дијаспоре Словеније, чији је циљ повезивање Срба из Србије и расејања.

### Образовно деловање
Аутор је 35 стручних књига, више од 1.000 превентивних упута за сигуран рад на различитим радним местима, за здрав живот, радну и животну средину, као и 93 брошуре.
Један од познатијих Гајићевих научних радова јесте Методологија анализе опасности угрожавања телесног интегритета и визуелно-невербалне комуникације.

### Политичко деловање
Политички је активан, организатор протеста против кршења људских права Срба у Словенији.
Оснивач Социјалне странке Срба Словеније.

## Књижевна дела
- Nove srpske pesme zaljubljenih / Saša Gajić. - Ljubljana : Udruženje srpskih književnika u Sloveniji ; Celje : Srpsko kulturno humanitarno društvo "Desanka Maksimović", 2008. -  978-961-92454-0-8
- Srpske pjesme između ratova / Saša Gajić ; [ilustracije Saša Gajić i Svetlana Vojvodić]. - Gradiška : S. Gajić, 2006. -  99938-718-1-8
- Različite srpske pjesme / Saša Gajić ; [ilustracije Saša Gajić i Svetlana Vojvodić]. - Gradiška : S. Gajić, 2003. -  99938-718-0-X